# Aenigmatias lubbocki
Aenigmatias lubbocki är en tvåvingeart som först beskrevs av George Henry Verrall 1877.  Aenigmatias lubbocki ingår i släktet Aenigmatias och familjen puckelflugor. Inga underarter finns listade i Catalogue of Life.